# Kalkpolder
De Kalkpolder is een polder en een voormalig waterschap in de gemeente Leiderdorp, in de Nederlandse provincie Zuid-Holland. 
De polder is geheel verstedelijkt: hier liggen nu het centrum van Leiderdorp en de Oranjewijk. Ook wordt de polder doorsneden door de A4. De Kalkmolen die de polder bemaalde, is in 2007 weggehaald en werd in 2009 op een nieuwe locatie geplaatst bij Hoogmade.